# Marco Susio
Marco Susio (Gavardo, 15 novembre 1993) è un rugbista a 15 italiano, tre quarti ala del Calvisano.

## Biografia
Cresciuto nelle giovanili del Calvisano, durante la stagione 2011-2012 esordisce nel massimo campionato italiano contribuendo alla vittoria dello Scudetto e del Trofeo Eccellenza.

## Palmarès
- Campionati italiani: 5
Calvisano: 2011-12, 2013-14, 2014-15, 2016-17, 2018-19
- Trofei Eccellenza : 2
Calvisano: 2011-12, 2014-15